# دستینیز چایلد

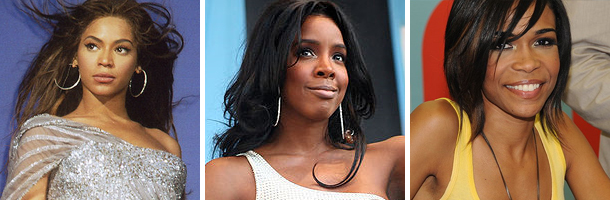
از چپ به راست:بیانسه، کلی رولند، میشل ویلیامز

دستینیز چایلد (به انگلیسی: Destiny's Child) که گاهی به‌طور مخفف DC3 گفته می‌شود نام یک گروه موسیقی معاصر است که در سبک آر اند بی‌کار فعالیت می‌کرد. این گروه در آخرین مجموعه‌های کاری خود متشکل از سه عضو دختر با نام‌های بیانسه نولز، کلی رولند و میشل ویلیامز بود.
این گروه تاکنون چهار آلبوم موسیقی به بازار عرضه کرده‌است و آهنگ‌های آن چهار بار پرفروشترین تک‌آهنگ‌های آمریکا شده‌است. تاکنون بیش از صد میلیون نسخه از آهنگ‌های این گروه به فروش رفته‌است. گروه دستینیز چایلد به عنوان پرفروشترین گروه موسیقی زنان در طول تاریخ شناخته می‌شود. مجله بیلبورد این گروه را یکی از بزرگترین گروه‌های سه نفر موسیقی جهان دانسته‌است.
این گروه در سال ۱۹۹۰ و در هیوستون تگزاس تشکیل شد.

## دیسکوگرافی
- دستینیز چایلد (۱۹۹۸)
- نوشته‌های روی دیوار (۱۹۹۹)
- بازمانده (۲۰۰۱)
- ۸ روز از کریسمس (۲۰۰۱)
- Destiny Fulfilled (۲۰۰۶)